# 원성구
원성구(한국어: 문성구, 중국어: 文圣区, 병음: Wénshèng Qū)는 중화인민공화국 랴오닝성 랴오양 시의 행정구역이다. 넓이는 38km2이고, 인구는 2007년 기준으로 180,000명이다.

## 행정 구역
6개 가도를 관할한다.
- 가도: 武圣街道, 文圣街道, 襄平街道, 庆阳街道, 南门街道, 东兴街道.